# Erne Seder
Erne Seder, später auch: Erne Seder-Weimer, (* 8. Jänner 1925 in Wien; † 16. Juni 2006 ebenda) war eine österreichische Schauspielerin und Autorin.

## Leben
Erne Seder war Tochter eines Artistenehepaares (lebte aber lange Zeit bei ihren Großeltern in Wien-Erdberg in der Gestettengasse), nahm schon früh Schauspielunterricht und bestand bereits mit sechzehn Jahren ihre Prüfung. Ein Jahr später, 1942, bekam sie das erste Bühnenengagement in Kolberg (Kołobrzeg), wo sie einen Gutsbesitzer heiratete.
Nach ihrer Flucht 1945 erhielt sie Engagements in Österreich (u. a. an den Bühnen (Peters) Eulenspiegel, Linz, sowie Die Insel, Wien), wurde schließlich Ensemblemitglied am Theater in der Josefstadt. Später spielte sie auch in Hamburg, Frankfurt und Stuttgart. Ihre letzten Bühnenerfolge erlebte sie bei Felix Dvoraks Berndorfer Festspielen in Molnars „Liliom“ und Erich Kästners „Das lebenslängliche Kind“.
Überregional bekannt wurde sie als Frau Sokol in Die liebe Familie (1980–1991), einer TV-Serie, für die sie für fünf Episoden 1991 das Drehbuch schrieb.
Schon mit elf Jahren hatte Erne Seder ihre ersten Gedichte verfasst, später folgten Erzählungen und Sketche für Kabarett und Funk. Weithin unbekannt ist ihre von 1967 bis 1975 dauernde Mitwirkung an der erfolgreichen zeitkritischen Hörfunksendung Der Watschenmann, in der sie z. B. – zusammen mit Gerda Falk (1926–2019), der Ehefrau von Regisseur Walter Davy – eines der „Hallelujah-Engerln“ verkörperte.
Seit Oktober 2008 gibt es in Sankt Marx in Wien, nahe der Viehmarktgasse, eine Erne-Seder-Gasse.

## Filmografie (Auswahl)
- 1951: Der alte Sünder
- 1955: Unruhige Nacht
- 1966: Katzenzungen (Fernsehfilm)
- 1969: Der Kommissar (Folge: „Das Ungeheuer“)
- 1979: Kottan ermittelt (Folge: „Nachttankstelle“)
- 1979: Ein echter Wiener geht nicht unter (Folge: „Keine Ruh' hat man“)
- 1980–1993: Die liebe Familie (Fernsehserie)
- 1981: Die Weltmaschine
- 1995: Lieben wie gedruckt (Fernsehserie)